# Archisotoma megalops
Archisotoma megalops is een springstaartensoort uit de familie van de Isotomidae. De wetenschappelijke naam van de soort is voor het eerst geldig gepubliceerd door Bagnall.